# Moviment Comunista d'Euskadi
Moviment Comunista d'Euskadi (oficialment en basc: Euskadiko Mugimendu Komunista, EMK) va ser la secció basca del Moviment Comunista d'Espanya, partidari de l'autodeterminació d'Euskal Herria i que, tot i no formar part del conglomerat del Moviment d'Alliberament Nacional Basc, en els anys 1980 va donar suport electoral a la coalició Herri Batasuna. Alguns dels seus líders més destacats van ser Patxi Iturrioz, Eugenio del Río, Rosa Olivares Txertudi, Milagros Rubio, Jesús Urra Bidaurre i els germans Javier i Ignacio Álvarez Dorronsoro.
Va sorgir d'una escissió d'ETA, que va adoptar primer el nom d'ETA Berri, i després Komunistak. Adoptava una ideologia maoista i es coordinava a nivell estatal amb el desaparegut Moviment Comunista (MC). El 1991 va convergir amb Liga Komunista Iraultzaile (LKI) per a formar els partits polítics Zutik (a Àlaba, Biscaia i Guipúscoa) i Batzarre (a Navarra). A partir d'aleshores alguns dels seus dirigents provinent de l'EMK van iniciar una autocrítica al seu passat apropament a ETA i HB.